# Poslednjaja skazka Rity
Poslednjaja skazka Rity (russisk: Последняя сказка Риты) er en russisk spillefilm fra 2011 af Renata Litvinova.

## Medvirkende
- Olga Kuzina som Rita
- Tatjana Drubitj som Nadja
- Renata Litvinova som Tanja Neubivko
- Nikolaj Khomeriki som Kolja
- Regina Ayrapetyan som Regina